# Гибли (ветер)
Гиб(б)ли (гебли, гебяи, гхибли, джибли) (берб. ghibli, араб. قبلي‎) — название местного ветра в Ливии. Общее название для таких Средиземноморских ветров — сирокко.
Название ветра использовано в качестве прозвища самолётов Caproni Ca.309, AMX International AMX и имени японской анимационной студии Ghibli.

## Характеристики
- Направление: с юга и юго-востока.
- Место возникновения: плоскогорье Барка в северо-восточной Ливии (в Киренаике) и плато Джебель (юг Ливии).
- Условия возникновения: при движении циклона в западном Средиземноморье, когда его циркуляция нарушается местными условиями над раскалёнными пустынными областями Северной Африки (возникает на переднем крае циклона).
- Характер: нисходя с возвышенностей к морю приобретает характер фёна, температура повышается, а влажность уменьшается, скорость может достигать 20—25 м/сек.
- Погода: выносит из пустынь к побережью раскалённый и запылённый воздух, с температурой выше +50 °C, (в 1922 году в городе Эль-Азизия зарегистрирована температура +57,8 °C), влажность может падать ниже 15 %, возможны пылевые (песчаные) бури (в холодном полугодии представляет собой холодный сильный и сухой ветер).
- Продолжительность: от одного до четырёх дней весной и осенью.

## Подобные ветры
- Левече, левеш, картахена, Канарский, больхорно, бочорно — Испания
- Марен — Франция
- Суховей — Россия
- Афганец (боди шурави, кара-буран) — Афганистан
- Хамсин — Египет
- Чили, шехили — Тунис
- Чечили — Алжир
- Шарав — Израиль